# Caesars Superdome
Der Caesars Superdome, auch bekannt als Superdome, The Dome oder New Orleans Superdome, ist ein mit einem Kuppeldach überspanntes Stadion in der US-amerikanischen Stadt New Orleans im Bundesstaat Louisiana. Er wurde 1975 eröffnet und liegt im Geschäftsbezirk der Stadt. Seine Kuppel war vom Zeitpunkt ihrer Fertigstellung bis 2001 die größte der Welt. Es ist das Heimspielstadion des NFL-Teams New Orleans Saints.

## Geschichte
Der Caesars Superdome ist Eigentum des Louisiana Stadium and Exposition District (LSED), einer Verwaltungseinrichtung des Bundesstaates Louisiana. Der Betreiber ist die Managementgesellschaft ASM Global.
Der Bau des Superdome begann am 11. August 1971 nach Plänen des Unternehmens Curtis and Davis aus New Orleans. Das Stadion eröffnete offiziell am 3. August 1975.
1999 wurde in direkter Nachbarschaft die New Orleans Arena eröffnet, die Spielstätte des Basketball-Franchises der New Orleans Pelicans aus der National Basketball Association (NBA), die 2014 in Smoothie King Center umbenannt wurde. Der Superdome wurde 2016 in die Liste der National Register of Historic Places aufgenommen und steht unter Denkmalschutz.
Im Mai 2019 wurden Planungen bekannt, den Superdome zu renovieren. Die New Orleans Saints sind bis 2025 vertraglich an die Spielstätte gebunden. Mit einer Renovierung hofft man die Saints zehn weitere Jahre bis 2035 im Dome halten zu können. Der finanzielle Rahmen läge bei 450 Mio. US-Dollar. Hauptsächlich soll in die Ausstattung für die Fans investiert werden. Dies soll u. a. durch die überarbeiteten Eingangslobbys an den Ecken des Stadions geschehen. Der Eigentümer, der Louisiana Stadium and Exposition District, würde 207 Mio. US-Dollar übernehmen. Den New Orleans Saints käme ein Anteil von 150 Mio. US-Dollar zu und die Stadt müsste 93 Mio. US-Dollar beisteuern. Die 560 Millionen Dollar teure Renovierung wurde Ende August 2024 abgeschlossen.

## Veranstaltungen
Meist finden im Superdome die Heimspiele des NFL-Teams der New Orleans Saints und des College-Football-Teams der Tulane Green Wave der Tulane University statt. Früher war der Superdome auch die Heimspielstätte des NBA-Teams New Orleans Jazz, das inzwischen in Utah zu Hause ist. Das Stadion war achtmal Austragungsort des Super Bowl (1978, 1981, 1986, 1990, 1997, 2002, 2013 und 2025) und fünfmal Austragungsort der Final Four der NCAA Division I Basketball Championship (1982, 1987, 1993, 2002 und 2012). Für 2025 ist die achte Austragung des Super Bowls im Superdome geplant.
Außerdem wird hier jährlich der im College-Football wichtige Sugar Bowl ausgespielt. 2014 hat die Wrestlingveranstaltung WrestleMania XXX der WWE im Dome stattgefunden. Neben diesen Sportevents werden zahlreiche Konzerte, Ausstellungen und Messen im Superdome veranstaltet.

## Beschreibung

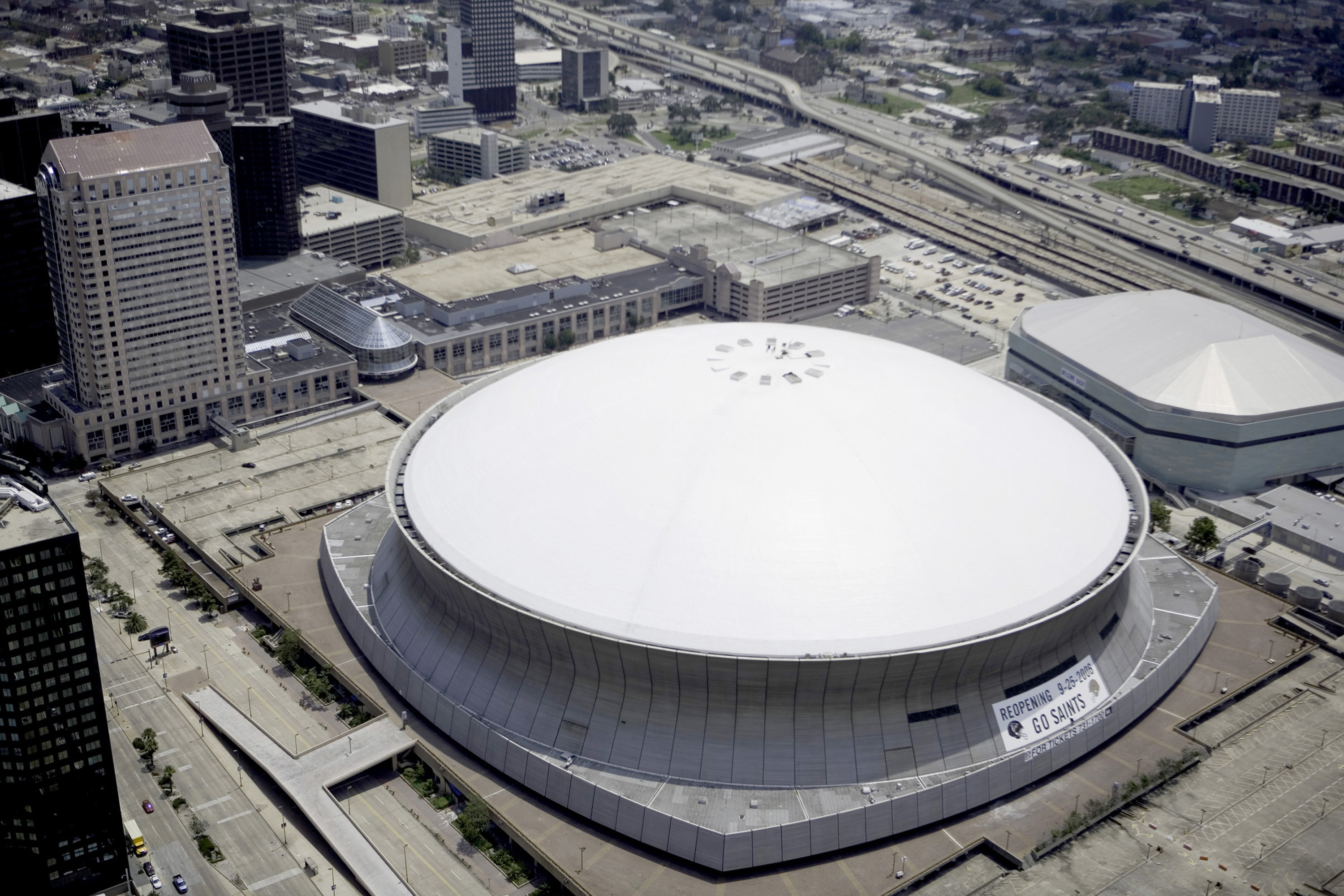
Der Superdome 2006 nach der Dachreparatur, rechts oberhalb das Smoothie King Center

Der Superdome ist ein Stahlskelettbau mit einer Kuppel aus einer stählernen Gitterschale, das auf einem Stahlbeton-Gebäude steht, das mit seinem rechteckigen Grundriss einen großflächigen Sockel für den runden Superdome und die Zugangsflächen zu seinen acht Eingängen bildet.
Wegen des hohen Grundwasserspiegels mussten sämtliche Teile des Gebäudes oberirdisch errichtet werden. Die Spielfläche und die verschiebbare unterste Zuschauertribüne befinden sich auf Straßenniveau. Sie sind von dem dreistöckigen Stahlbetongebäude umgeben, das überwiegend aus Parkgaragen besteht.
Auf diesem Gebäude steht der über 38 m (125 ft) hohe Stahlskelettbau mit sechs Ebenen für die Main Lobby, die Zugänge zu den drei Zuschauerrängen und für die zahlreichen Funktionsräume. Die ersten beiden Ebenen haben einen Grundriss in Form eines abgerundeten Rechtecks und stehen somit etwas unter der ringförmigen Struktur der oberen Ebenen hervor. Deren Außenansicht wird durch die 96 in der Seitenansicht K-förmigen Stützen der Dachkuppel bestimmt, die mit eloxiertem Aluminiumblech verkleidet sind.
Die Kuppel hat einen Durchmesser von 207,3 m (680 ft), ihr Zentrum befindet sich in einer Höhe von 83,2 m (273 ft) über der Spielfläche. Die Kuppel wurde als Gitterschale aus 2,2 m (7 ft. 3 in.) hohen, rautenförmig angeordneten Stahlprofilen ausgeführt und mit einer Abdeckung aus Stahlblech, einer 2,54 cm (1 Inch) starken Schaumstoffdämmung und einer 2,5 cm starken, weißen Elastomerfolie versehen. Die Unterseite der Kuppel ist mit einer Akustikdecke verkleidet.
Die Kuppel ruht auf einem 2,7 m (9 ft) hohen Stahlring, der ihre vertikalen und horizontalen Lasten aufnimmt. Seitlich unterhalb dieses Rings ist ein 2,7 m (9 ft) breiter und 1,2 m (4 ft) tiefer Entwässerungskanal angeordnet, der bei Regen die von dem großen Kuppeldach abfließenden Wassermassen aufnehmen und ableiten kann. Die Kuppel mit ihrem Stahlring und dem Entwässerungskanal wird von den 96 K-Stützen getragen.
Das Bauwerk wurde von dem ortsansässigen Architekturbüro Curtis and Davis entworfen, das Tragwerk samt Kuppel wurde von Sverdrup & Parcel berechnet.

### Weitere technische Daten
- 210.400 m² (52 Acre) Landfläche belegt der Komplex insgesamt
- 25.000 m² (269,000 ft²) nutzbare Fläche, damit ist er der weltgrößte seiner Art.
- 73.208 ist die maximale Zuschauerkapazität (wird erreicht beim Football, dennoch übersteigt die Zuschauerzahl beim Super Bowl 79.000)
- 69.703 Plätze beim Eishockey
- 63.525 Plätze beim Baseball (bis 2006, durch Umbau keine Baseballspiele mehr möglich)
- 55.675 Plätze beim Basketball

## Hurrikan Katrina

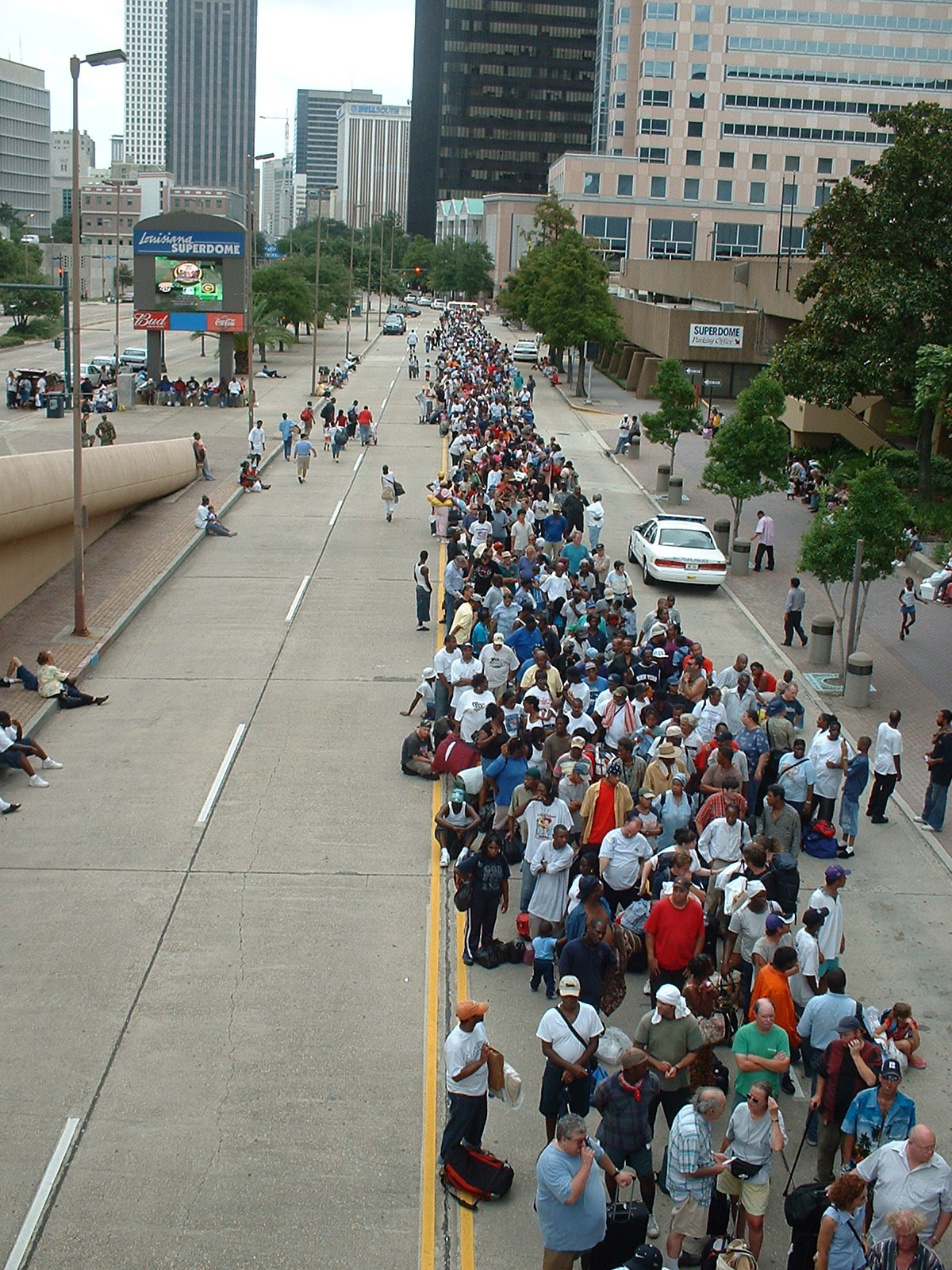
Warteschlange der Schutzsuchenden vor dem Superdome vor der Ankunft des Hurrikans Katrina

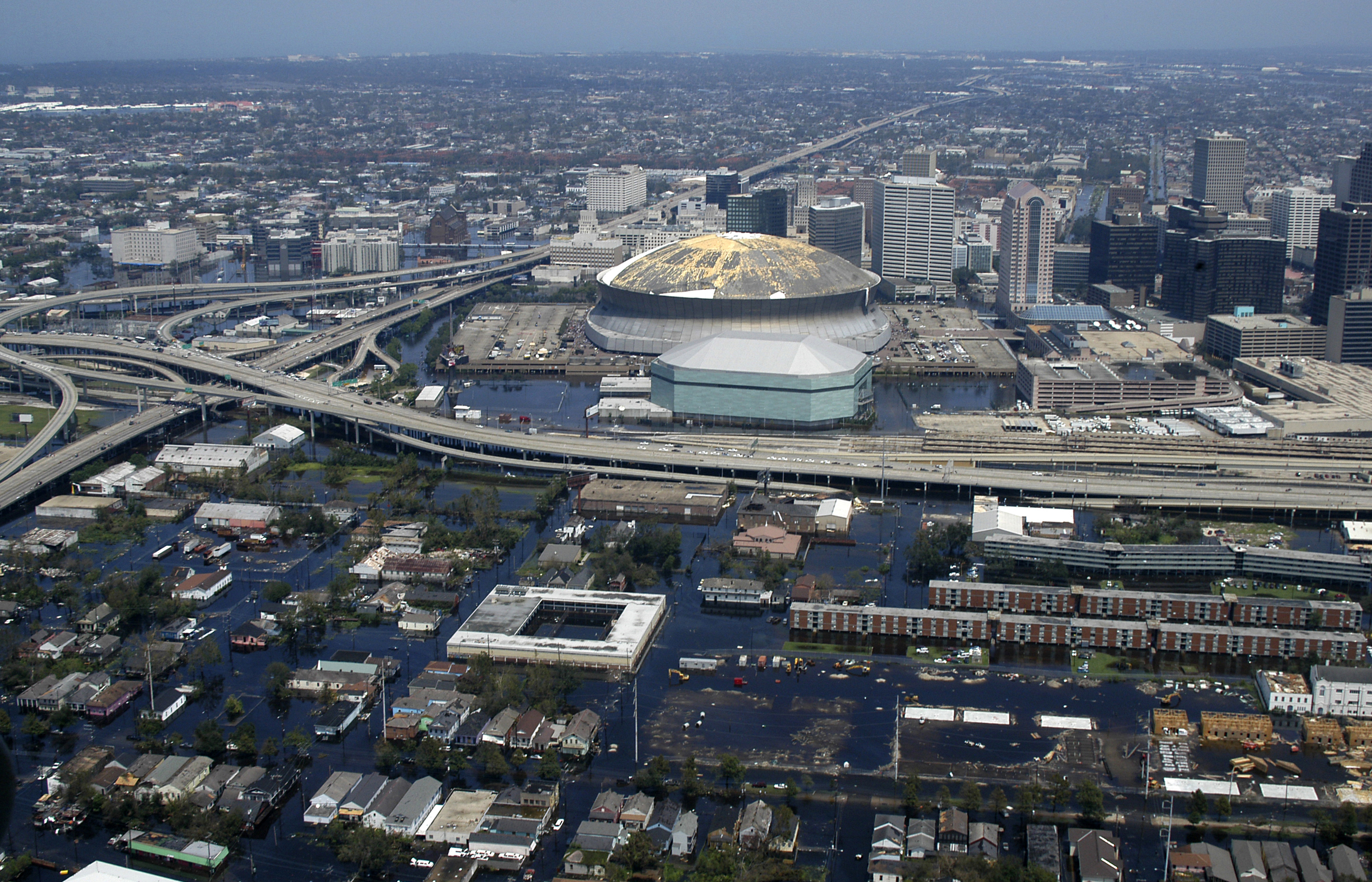
Der beschädigte Superdome inmitten des überfluteten New Orleans

In die Schlagzeilen gelangte der Superdome vor allem, als Hurrikan Katrina im August 2005 New Orleans verwüstete. Der Superdome diente in dieser Zeit als Notunterkunft. Ursprünglich war geplant, am 28. August 2005 rund 10.000 Menschen maximal 48 Stunden lang dort unterzubringen. Allerdings lebten für rund eine Woche mehr als dreimal so viele Menschen unter unmenschlichen Bedingungen in der Spielstätte. Teile des Daches wurden während des Hurrikans abgedeckt, Toiletten funktionierten nicht und die Nahrungsmittelversorgung wurde knapp. Mehrere Evakuierungsversuche mussten abgebrochen werden, da sich die Menschen mit Gewalt dagegen wehrten. Am 4. September des Jahres konnte der Superdome schließlich vollständig evakuiert werden.
Auf Grund der Beschädigungen waren die New Orleans Saints gezwungen ihre Heimspiele in anderen Stadien auszutragen.
Am 25. September 2006 wurde der Superdome nach einer vollständigen Renovierung (Kosten: 185 Mio. US-Dollar) mit dem Football-Spiel der New Orleans Saints gegen die Atlanta Falcons wiedereröffnet.
Bereits 1998 wurde der Superdome beim weniger verheerenden Hurrikan Georges als Unterkunft genutzt.

## Name
Von der Eröffnung 1975 bis in das Jahr 2011 hieß das Gebäude Louisiana Superdome. Im Oktober 2011 sicherte sich Mercedes-Benz USA für zehn Jahre für 50 bis 60 Mio. US-Dollar mit einem Sponsoringvertrag die Namensrechte an der Arena. Sie wurde in Mercedes-Benz Superdome umbenannt. Der Vertrag endete am 15. Juli 2021. Die New Orleans Saints und das Hotel- und Casino-Unternehmen Caesars Entertainment Inc. vereinbarten daraufhin einen Vertrag über 20 Jahre und einem finanziellen Volumen von 138 Mio. US-Dollar für einen neuen Namen des Superdome. Seit der Zustimmung des Bundesstaates am 22. Juli 2021 heißt die Arena Caesars Superdome.